# Tetraphyle muscosa
Tetraphyle muscosa là một loài thực vật có hoa trong họ Crassulaceae. Loài này được Eckl. & Zeyh. miêu tả khoa học đầu tiên.